# Zendesk
Zendesk, Inc. est une société de développement logiciel basée à San Francisco, en Californie. La société offre une plate-forme de service client en Cloud, également appelée Zendesk, comprenant des fonctions de ticketing, des options de libre-service, et d’assistance à la clientèle. Fondée en 2007, la société emploie en 2013 environ 500 personnes et sert plus de 40 000 clients dans 140 pays.

## Histoire
Zendesk a été fondée le 5 octobre 2007 par Mikkel Svane, Alexander Aghassipour, et Morten Primdahl, à Copenhague, au Danemark, où le trio lance l'entreprise à partir d'un petit grenier. Zendesk a reçu 500 000 $ en financement de démarrage en juin 2008 d'un business angel, Christopher Janz. En 2009, à la suite du financement de série B de 6 millions de dollars Charles Rivers Partners, la société a déménagé à San Francisco pour y établir son siège. En 2012, Zendesk a levé 60 millions de dollars grâce à une combinaison de 45 millions de dollars en capitaux propres et une facilité de crédit de 15 millions, portant l'investissement total à 86 millions de dollars.
En octobre 2021, Zendesk annonce l'acquisition de Momentive Global, entreprise qui possède la plateforme SurveyMonkey, pour 4 milliards de dollars.

## Produits

### Zendesk
Le logiciel de Zendesk est écrit en Ruby on Rails, et se distingue par sa capacité à s'intégrer avec des dizaines de systèmes de gestion de contenu, outils de gestion de la relation client et des applications web,. La plate-forme est optimisée pour mobile et l'application Zendesk iPad, sortie en mars 2013, met un accent particulier sur le développement natif pour la plateforme iOS. En décembre 2013, Zendesk a annoncé des intégrations avec SurveyMonkey et MailChimp pour gérer le lancement d'enquêtes et de campagnes d'email à partir de Zendesk.

### Centre d'aide
En août 2013, Zendesk a lancé le Centre d'Aide[pas clair], un ajout à la plate-forme de service client qui permet aux clients d'accéder à des options de libre-service, y compris à une base de connaissances et à un forum communautaire, consultable via un portail client central. Le Centre d' Aide est construit sur Ruby on Rails et JavaScript, et se caractérise par des thèmes personnalisés, et par une base de connaissances qui devient de plus en plus précise au fur et à mesure que le contenu est ajouté .

### BIME
Zendesk a racheté la startup Montpelliéraine We Are Cloud éditrice du logiciel de Business Intelligence BIME et fondée par Rachel Delacour le 13 octobre 2015. Zendesk ajoute de fait le logiciel de BI en mode SaaS à son catalogue avec une intégration à la plateforme en cours.

## Implantation
Zendesk possède des bureaux dans 16 pays, y compris ceux qui suivent :
- San Francisco, Californie (siège social)
- Copenhague, Danemark
- Londres, Royaume-Uni
- Melbourne, Australie
- Dublin, Irlande
- Singapour, Singapour
- Montpellier, France